# Chapar (Nagorno Karabakh)
Chapar (in armeno Չափար?, in azero Çapar) è una comunità rurale del distretto di Kəlbəcər, in Azerbaigian, fino al 2024 appartenente alla regione di Martakert nella repubblica di Artsakh (fino al 2017 denominata repubblica del Nagorno Karabakh).
Il paese conta poco più di duecentocinquanta abitanti e si trova sulla parte sinistra della vallata del fiume Tartar non lontano dai resti della fortezza di Harakaraberd.